# Bactrocera obscura
Bactrocera obscura är en tvåvingeart som först beskrevs av Malloch 1931.  Bactrocera obscura ingår i släktet Bactrocera och familjen borrflugor. Inga underarter finns listade.